# Nyżnij Studenyj
Nyżnij Studenyj (ukr. Нижній Студений) – wieś na Ukrainie, w obwodzie zakarpackim, w rejonie chuściańskim, w hromadzie Pyłypeć. W 2001 liczyła 1124 mieszkańców, spośród których 1122 wskazało jako ojczysty język ukraiński, a 2 rosyjski.